# Landkey
Landkey är en by och en civil parish i North Devon i Devon i England. Orten har 1 955 invånare (2011).